# Šola diplomacije
Šola diplomacije (poenostavljeno kitajsko 纵横家, tradicionalno kitajsko 縱橫家, pinjin Zōng héng Jiā) ali šola vertikalnih in horizontalnih zavezništev je bila politična in diplomatska klika v obdobju vojskujočih se držav kitajske zgodovine (476–220. pr. n. št.). Po Knjigi Hana je bila šola diplomacije ena od devetih šol mišljenja (kitajsko 九流, pinjin Jiǔ Liú). 

## Ozadje
Po Han Fejevih zapisih (Zapisi mojstra Han Feja) o legalistični filozofiji iz tistega obdobja so zagovorniki "vertikalnih zavezništev" spodbujali šibko množico, da napade močno stran, zagovorniki "horizontalnih zavezništev" pa močno stran, da napade šibko množico. Vse strani so bile muhaste in nestanovitne, pogosto so menjavale strani in se niso mogle odločiti, kdo naj bo njihov gospodar. Tako Su Čin iz klike vertikalnega zavezništva kot Džang Ji iz klike horizontalnega zavezništva sta objavljala številne načrte in sheme, ki so bile politično subjektivne. 
Izvor izrazov "vertikalen" in "horizontalen" je geografski in temelji na osi sever–jug (vertikalno) in osi vzhod–zahod (horizontalno). Šest držav, povezanih na osi sever-jug, je bilo znanih kot "vertikalno zavezništvo", medtem ko so bile tiste na osi vzhod-zahod, poravnane z državo Čin, imenovane "horizontalno zavezništvo". 
Vertikalno zavezništvo, "šibko množico, ki bo razbila močno stran", je sestavljalo šest držav: Či, Ču, Jan, Han, Džao in Vej, združenih proti Činu, "močni strani, ki bo razbila šibko množico". Šola vertikalnih in horizontalnih zavezništev torej ponazarja različne diplomatske politike obeh strani. 
Šola diplomacije je bila eden od devetih slogov šol mišljenja v obdobju vojskujočih se držav. Začela se je z objektivnim stališčem doseči zahtevani cilj. Privrženci šole so bili v obdobju vojskujočih se držav stalno aktivna skupina na političnem odru. Imeli so odločilno vlogo in bili opisani kot izjemno močni in sposobni in so se nenehno trudili manipulirati v dani situaciji. 
Guiguzi (鬼谷子), zbirka kitajskih besedil iz poznega obdobja vojskujočih se držav omenja, da so bili glavni pristaši diplomatske šole Su Čin, Sujev učenec Džang Ji,  Gan Mao, Sima Cuo, Juer Ji, Fan Sui, Cai Dze, Dzou Dži, Mao Sui, Li Jidži in Kuai Tong, podrobneje opisani v Letopisih vojskujočih se držav (kitajsko Džan Guo Ce). 
Nekaj glavnih ohranjenih pisnih dokumentov šole diplomacije, so 13. poglavje knjige Gui ali Guiguzi, 33. poglavje Letopisov vojskujočih se držav, 31. poglavje Su Dzija in 10. poglavje Džang Dzija. 7. poglavje dodatka  k Guiguziju opisuje mentalne in moralne metode, ki jih uporabljala šola diplomacije: Bendžing vsebuje osnovna vodilna načela, medtem ko Jinfu sestavljajo zelo skrivnostni prikriti spisi. 
Bralec besedila lahko razume, ne more pa odkriti njihovega bistvenega pomena. Za njihovo razumevanje je potreben temeljit študij. Letopisi vojskujočih se držav so dobro napisan retorični kompendij besed in dejanj strategov diplomatske šole, ki so bili vsi iznajdljivi in inteligentni, se zavedali dejanskega položaja in bili nadarjeni v rabi jezika. 